# لایه‌نشانی غوطه‌وری

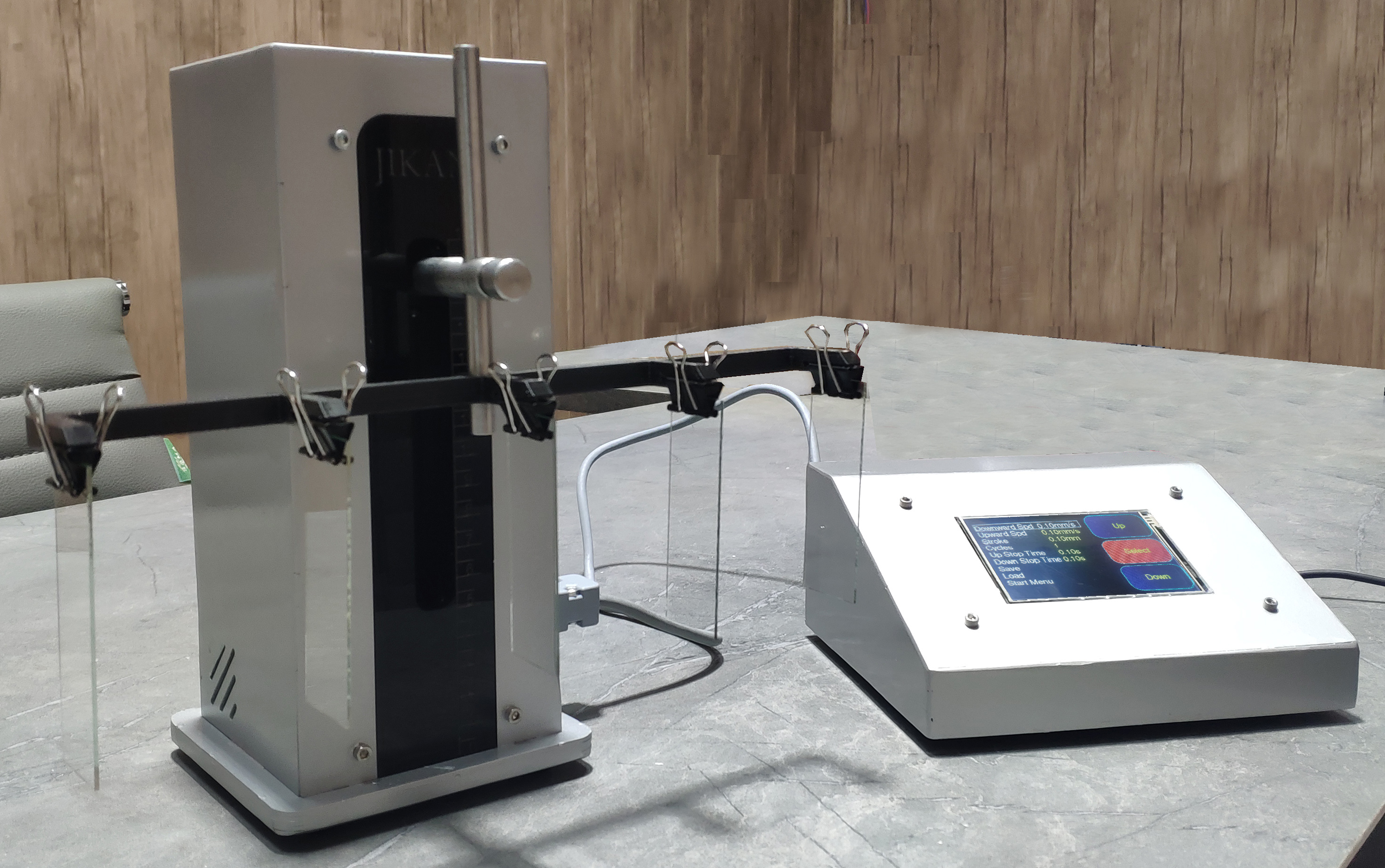
یک نمونه دستگاه لایه‌نشان غوطه‌وری

عمل لایه‌نشانی غوطه‌وری (Dip-coating) به‌وسیله دستگاهی برای لایه‌نشانی مواد مایع، محلول‌ها، سل ژل‌ها و... بر روی انواع زیر لایه به صورتی که ضخامت لایه نشانده شده می‌تواند در حد یک تک لایه از مولکول‌ها باشد. این دستگاه برای لایه‌نشانی نانوذرات به صورت لایه به لایه بسیار مناسب می‌باشد.
برای لایه نشانی لایه‌های نازک نانو ذرات و انواع سل ژل از دستگاه‌های لایه‌نشان چرخشی (اسپین کوتر) و دستگاه لایه‌نشان غوطه‌وری (دیپ کوتر) استفاده می‌شود. این دستگاه‌ها کاربرد وسیعی در لایه نشانی فوتو رزیست‌ها برای الگودهی زیر پایه در فناوری حالت جامد دارند.
این دستگاه‌ها امکان ساخت ادوات الکترونیکی مختلف از جمله دیودهای نور گسیل آلی، ترانزیستورهای اثر میدانی آلی، نانو حسگرها، سنسورهای گاز مبتنی بر سل ژل نانو ذرات ITO، را فراهم می‌سازد.
این دستگاه‌ها امروزه به جزء لاینفک آزمایشگاه‌های نانوفناوری و الکترونیک آلی مبدل شده‌اند.